# Радда-ін-К'янті
Радда-ін-К'янті (італ. Radda in Chianti) — муніципалітет в Італії, у регіоні Тоскана,  провінція Сієна.
Радда-ін-К'янті розташована на відстані близько 200 км на північний захід від Рима, 35 км на південь від Флоренції, 18 км на північ від Сієни.

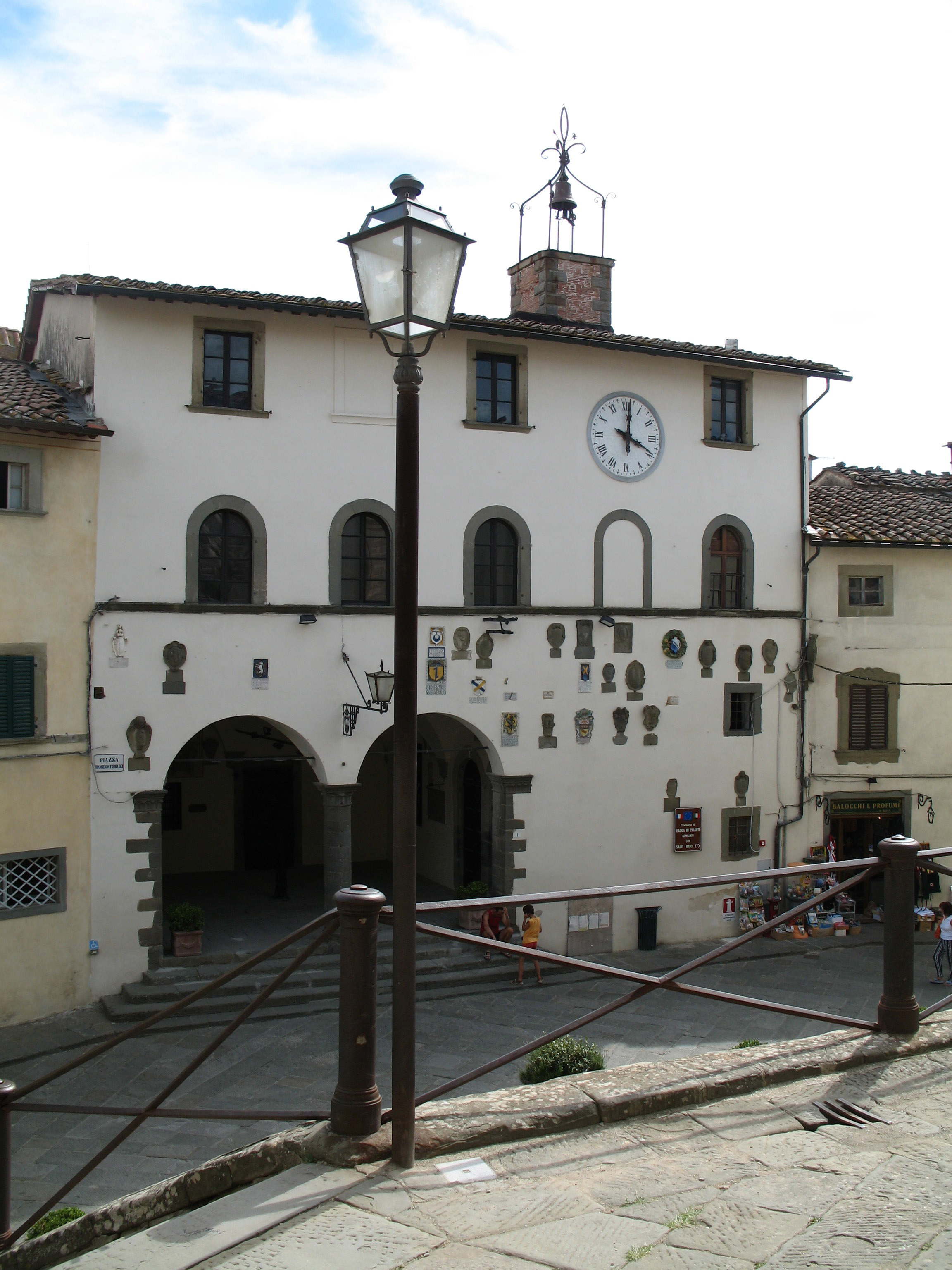

Населення — 1652 особи (2014).

## Демографія
Населення за роками:

Станом на 1 січня 2023 року в муніципалітеті офіційно проживало 200 іноземців з 37 країн, серед них 82 громадяни країн Євросоюзу та 7 громадян України.

## Сусідні муніципалітети
- Кастелліна-ін-К'янті
- Кастельнуово-Берарденга
- Каврилья
- Гайоле-ін-К'янті
- Греве-ін-К'янті